# Nagbingou
Nagbingou è un dipartimento del Burkina Faso classificato come comune, situato nella Provincia  di Namentenga, facente parte della Regione del Centro-Nord.
Il dipartimento si compone del capoluogo e di altri 13 villaggi: Bissiguin, Boalin 1, Boalin 2, Bougou, Finga, Horéré, Kankienga, Kotoulgoum, Kouini, Nagbingou II, Pelsé, Pirkou e Rassamtanga.